# 夕凪の街 桜の国
『夕凪の街 桜の国』（ゆうなぎのまち さくらのくに）は、こうの史代による日本の漫画。2003年から2004年に『WEEKLY漫画アクション』『漫画アクション』に掲載、描き下ろしを加えて双葉社アクションコミックスより2004年に刊行された。全1巻（全98頁）。
広島市への原爆投下から10年後、40年後、60年後を舞台に、ほのぼのした戦後の日常生活の中にふとよぎる原爆投下の光景や、心の中に残る生き残ったことの負い目、いつまでも消えない後遺症への恐怖と周囲からの偏見などをリアリティ豊かに描く。第8回文化庁メディア芸術祭マンガ部門大賞、第9回（2005年）手塚治虫文化賞新生賞受賞作。
2017年に双葉社ジュニア文庫よりノベライズされたほか、2007年に映画化、2018年にテレビドラマ化されるなど、さまざまな派生作品が製作されている。

## 概要
原爆をテーマにした作品を掲載することに難色を示す出版社が多い中、2003年に休刊直前だった『WEEKLY漫画アクション』に「夕凪の街」を掲載。同作が大きな反響を呼んだことで、翌2004年に月2回刊として復刊した『漫画アクション』に続編となる「桜の国（一）」を掲載。さらに描き下ろしの「桜の国（二）」を加えて単行本化され、同年10月12日に双葉社アクションコミックスより刊行された。

### テーマ
「夕凪の街」は、1955年（映画・小説版では1958年）の広島市の基町にあった原爆スラム（「夕凪の街」）を舞台にして、被爆して生き延びた女性の10年後の、心の移ろう姿と、原爆症に苛まれるという当時の広島市民を突如襲った現実を描く。
「桜の国」は、第一部と第二部に分かれている。主人公は被爆2世の女性。第一部は1987年の春、舞台は東京都中野区および当時の田無市。第二部は2004年の夏、舞台は西東京市および広島市など。映画・小説版では、第二部（2007年の夏）を中心に（※第一部は回想シーンの1つとして）再構成されている。
「夕凪の街」と「桜の国」第一部・第二部の3つの話を通して、3世代にわたる家族の物語が繋がっている。三編とも、主人公に思い出したくない記憶があり、それがふとしたきっかけで甦る・・・という底流を共有しつつそこで終わらず、原爆に後世まで苦しめられながらも、それでもたくましく幸せに生きてきた戦後の日本人を描いている。「一般庶民にとっての原爆」を真正面から扱った作品ではあるものの、原爆当日の描写はわずか数ページしかなく、原爆の重い影を背負いつつ過ぎていく日常を、あくまで淡々と描写するスタンスを取っている。

### 制作背景
幼いころ『週刊少年ジャンプ』誌上で読んだ『はだしのゲン』が原点と語る双葉社の漫画編集者・染谷誠は、「今の広島出身の漫画家にとって原爆とは?」をテーマに、デビュー前から親交のあった広島市出身の作者へ「ヒロシマを題材に描いてみないか」と提案。広島出身というだけで軽々しく描き論じることのできない題材であると躊躇したものの、「いちど挑んでみる」として制作を開始した作者は、まずは図書館に通って文献を徹底的に調査し、通常3、4か月で仕上げる30ページの読み切り作品を1年をかけて「夕凪の街」を完成させた。なお「夕凪の街」は、この題材を本当に商業誌に掲載可能か不安であった、作者こうのの思いから、同人誌即売会コミティアで最初に発表された。
主人公の死で終わるありきたりな「悲惨な戦争の物語」に終始したくないと、現代につながる物語として続編となる「桜の国」を着想。今も元気に生きる被爆2世を描きたいとの動機が膨み、さらに1年をかけて「桜の国」を完成させた。同年暮れの漫画賞選考に間に合わせるべく、後半は描き下ろしの形で単行本化されることとなった。
大江健三郎の『ヒロシマ・ノート』などを参考にあげており、タイトルは広島出身の作家大田洋子の原爆と原爆スラムの人たちに関するルポルタージュ的な小説作品である『夕凪の街と人と』と、太平洋戦争直前の小説家デビュー作『櫻の國』を下敷きにしているが、内容的にそれらとの直接の関連はなく、登場人物に特定のモデルが存在しているわけではない。ただし前者については「原爆スラム」が舞台になっている点で共通している。後半部のタイトルとして引用された大田の『櫻の國』は、国家総動員法による知識階級総動員体制の1940年に発表された、いわゆる戦意高揚小説であり、こうの自身は大田の『櫻の國』を未読であるとしているが、文学者・批評家の中田健太郎は、敢えて同じ作家の両面的な作品が引用されている点に、戦争被害者と戦争加害者の境界を単純化させまいとする作者の意図を読み取ることができると解説している。
こうのは「原爆以外の死、戦争全体にもう1回向き合わなければバランスが取れない」として、次作『この世界の片隅に』を『漫画アクション』に連載するに至っている。

### 作品の評価
2003年9月に『WEEKLY漫画アクション』に「夕凪の街」が掲載された時点でネット上の反響は大きく、2004年10月に単行本が初版1万5000部で刊行されると通販サイトAmazon.co.jpで日々順位が上昇し、2か月後に全書籍の売り上げランキングで1位を記録。さまざまなメディアでもとりあげられるなど社会現象となった。
2004年度（第8回）文化庁メディア芸術祭マンガ部門大賞、第9回（2005年）手塚治虫文化賞新生賞を受賞した。
それ以外にも朝日新聞で2週にわたって絶賛され、月刊誌『ダ・ヴィンチ』で編集者総出で勧める「絶対はずさないプラチナ本」として掲載、フリースタイル刊『このマンガを読め! 2005』で第3位になるなど、著者にとって最大のヒット作となっている。
日本国外でも高い評価を得ており、韓国、台湾、フランス、イギリス、米国、オーストラリアなどで翻訳版が出版されている。韓国版のみ「原爆投下は止むを得なかった」との注意書きが足されている。ドイツでも出版が検討されている。

## ストーリー

### 夕凪の街
1955年（昭和30年）、夏。平野皆実（ひらの みなみ）は建設会社の事務所で働いているが、原爆スラムのあばら家で母親のフジミと暮らし、靴が減らないように、通勤の途中から裸足で歩くようにしていた。学費を援助してくれた伯母に返金するため、そして伯母夫婦の養子となり水戸市で暮らす弟・旭（あさひ）に会いに行くため、貯金をしなければならなかったからである。また原爆の話題に触れずに暮らす街の人々に不自然を感じ、原爆を落とした側から死んでしまえと望まれながらも生き延びている自身や、死んでも仕方がない人間と思われている、またそう思われても仕方がない人間に自分がなってしまったのだと考え複雑な思いを抱いていた。
ある日、皆実は、新大橋のたもとで同僚の打越豊(うちこし ゆたか）から求愛されるが、同じ橋の下を無数の死体が浮かんでいた原爆投下直後の光景が蘇る。皆実はあの日、助けを求める負傷者を見捨て、死体を平気で跨いだり下駄を泥棒して歩き、やりきれない思いから、途中で合流した姉と共に川に浮いた死体に向け瓦礫を投げつけていたのだった。彼女はそんな自分が幸せになるわけにはいかないという衝動から、その場を走り去る。
負い目を感じる相手はほとんどが死者であるし、弟の旭は自分の意思で水戸に残ったのだから、家族を襲った悲劇も忘れてしまえば済むことだと考える皆実だが、逡巡の末に自分の被爆体験を打越に打ち明ける。打越は「それも承知で求愛した」と返事し、皆実は安堵するが、その日を境に皆実は体調を崩し、原爆症を発症する。足腰が立たなくなり、何も食べられなくなり、血反吐を吐き、髪が抜け、激痛に苛まれる。やがて視界が次第に霞んでいった末に全く見えなくなり、音でしか外界の様子がわからなくなる。皆実は遠のく意識の中で、あの日、自分たちの死を望んで広島に原子爆弾を落とした者は、今日また一人殺せたと喜んでいるだろうか、自分は生き延びた側だと思っていたのにと嘆き、夕凪が終わって風が出てきたと感じながら、打越のハンカチを手に最期を遂げる。母や打越など皆実の近しい者たちの周囲で原水爆禁止世界大会のビラが舞い、「この物語はまだ終わらない」という説明の後、最後に真っ白なページが示される。

### 桜の国（一）
1987年（昭和62年）、春。中野区の桜並木の街の団地に祖母、父、弟と暮らす石川七波（いしかわ ななみ）は、小学５年生に進級して新しいクラスの友達ともすぐ打ち解ける一方で、隣の一軒家に住む利根東子（とね とうこ）とは違うクラスになっても親しい関係が続いている。しかし家に帰れば鍵っ子で、祖母の平野フジミは持病の喘息で入院する弟の凪生（なぎお）の見舞い、父の旭は仕事で留守である。七波は七波で野球チームの練習に毎日参加しているので、宿題の連絡帳にはいつも同じ内容しか書くことがない。ある日野球の練習中にボールが当たり、鼻血を出したために休憩を命じられた七波は、練習を抜け出し、偶然遭遇したピアノ教室に行く途中の東子を誘い、電車に乗って凪生の見舞いに行く。七波は拾い集めた桜の花びらを病室に散らし、東子は好きな曲の楽譜をプレゼントした上に他の楽譜を千切って病室に散らし、屋外に出られない凪生を励ますが、フジミに見つかり怒られる。帰り道に鼻血のことを尋ねられ、ふざけて仮病で応じる七波だが、フジミに頬をつねられる。父からも怒られると思った七波だが、その日の家の空気に微妙な違和感を感じる。
実は病院での検査の結果が思わしくなかったフジミは、その年の夏に死去。石川家は退院後の凪生の通院生活を優先させるために同年秋に桜並木の街を離れる。転校先で七波は東子の様なおとなしい子になることを目指すも、本性は隠し通せず冬にはとっくに諦めていた。

### 桜の国（二）
2004年（平成16年）、夏。28歳になった七波は、このところ父の旭が散歩と称して何日も戻らなかったり、多額の電話代を使ったりしていることに不審感を抱く。ある日の夜、父を尾行していた七波は、田無駅で突然東子に呼び止められ、17年ぶりに再会する。母や祖母と死別した桜並木の街の記憶が蘇り、七波の内心は複雑だったが、東子に半ば強引に誘われるままに、二人で父を追って夜行バスで東京を発つ。広島に到着し旭を尾行する七波は、父の生家である平野家の墓に行き着き、自分が何人もの肉親を原爆で失った家に生まれたことを再認識させられる。そして、東子と別行動をする間に、七波は彼女から借りた上着のポケットに入った手紙を見つけ、看護師になった東子が職場である病院に研修医として赴任した弟の凪生と再会し、恋仲になったものの、凪生が被爆二世であることを理由に東子の両親から交際を反対され、凪生から別れを切り出されたことを知る。
続いて、物語は現在と、旭や七波の過去の間を行き来しつつ、旭の帰郷と結婚までの経緯や、桜並木の街で生じた七波の心の闇が紐解かれていく。
姉・皆実の死後、旭は広島の大学に入学し、実母のフジミの元に戻ることになった。原爆スラムのフジミの家には、近所に住む小学６年生・太田京花（おおた きょうか）が出入りしており、旭は彼女に勉強を教えるようになる。数年後、成長した旭と京花は互いに結婚を意識するが、フジミは、せっかく疎開で被爆を免れた息子の旭が、出生後まもなく被爆した京花と結婚することに難色を示し、自分は原爆症でこれ以上家族が死ぬのを見たくないと吐露する。しかしそのフジミも、「ちいととろい」けれど器用で裁縫を手伝ってくれる京花をごく近しく思っていたこともあり、34歳になる旭の東京転勤が決まったのを契機に「（京花のことを）同じ心配するなら、そばに居てした方が全然まし」とようやく二人の結婚に同意する。一家は桜並木の街の団地に転居し、京花は二人の子を出産後、38歳で亡くなった。小学校から帰宅すると母が血を吐いて倒れている光景や、病床で認知が混濁した祖母に、被爆死した末娘（七波の叔母）・翠（みどり）の友達と間違えられ、生き残っていることを妬まれた衝撃は、七波にとって暗い記憶となっていた。
父の尾行を続ける七波と離れて、一人で原爆資料館に立ち寄り、犠牲者の写真などを見て一時は気分が悪くなった東子だったが、東京へ戻るバスの車内で、広島に来て良かったこと、今度は両親と来ること、両親もきっと好きになると述べる。隣の席で眠る東子を見ながら、七波は、母と祖母の死因が原爆症がどうかは誰も口にしなかったが、自分たち姉弟が被爆二世として死んでもおかしくない人間と決め付けられてたかもと複雑に思う。しかしそれは、自分が今まで、母や祖母との辛い死別を思い出さないよう、桜並木の街やそこに住む東子のことを忘れたいと思っていたのと同じではないのかと気付く。
東京に戻った七波は、東子を送ると称して、避けていた桜並木の街を17年ぶりに訪れる。バスの中から電話で呼び出しておいた凪生が東子と話す様子を見て二人の明るい将来を確信した七波は、自身が生まれる前に桜並木の街で幸せそうに過ごす若き日の父母の姿を想起し、自分がこの二人を親として生まれることを選択したのだと考える。
七波の尾行に気付いていた旭は、帰宅する途中の彼女を捕まえ、詰りつつも、今夏が自分の姉で七波の伯母である平野皆実の五十回忌にあたるため、しばらく前から広島の彼女の知人を訪ねて生前の話を聞いて回っていたと明かす。そして、皆実のためにも、彼女に似ている気がする七波は幸せにならねばならないと言い、自らが参加する合コンの仲間を紹介しようかと茶化し、物語は幕を閉じる。

## 登場人物
「演」の記述は映画版

### 夕凪の街
平野皆実（ひらの みなみ）
演 - 麻生久美子
本作の主人公。原作では平野家次女、映画・小説版では平野家長女である。
1945年8月6日に、広島市で原爆の被害に遭うが、生き残る。
その後、水戸市に住む伯母（石川家）の支援を得て勉強した後、建築設計事務所「大空建研」の事務員に就職。母・フジミと2人で夕凪の街（旧・相生通り、通称・原爆スラム）のあばら家で暮らし、実弟・旭と再会するために石川家に行くことを目標に、草履作りのため竹の皮を集めるなど倹約生活を送る。
人前では明るく気丈に振る舞うが、原爆投下直後の修羅場の中で多くの人々を見捨てて生き延びたことに罪悪感を抱き、左腕と左のこめかみの大きな火傷痕に対してコンプレックスを持っている。
打越からの求婚を受け、生き残った自分自身を許せるようになった直後に原爆症を発症し、1955年9月8日に死去。享年23（映画・小説版では1958年8月25日、享年26）。
平野フジミ（ひらの フジミ）
演 - 藤村志保
平野姉弟の母。夕凪の街で洋服の仕立てや修理をして暮らす。被爆の影響で1ヶ月ほど目が見えなかったため、直後の惨状は目の当りにしていない。
石川旭（いしかわ あさひ）
演 - 伊崎充則
皆実の実弟。旧姓：平野。原作では病床の皆実が聞いた声のみの登場。1945年の初夏（原爆投下のおよそ1ヶ月前）に石川家へ疎開したため、平野家では唯一被爆していない。
終戦から5年後（映画・小説版では7年後）、皆実とフジミが迎えに来た際に広島へ帰るのを拒み、そのまま石川家の養子となる。
以来、手紙のみで皆実・フジミと交流してきたが、皆実の危篤を受け広島へ向かい、対面を果たす。映画・小説版では、河川敷で皆実と幼少期の思い出を語り合う。また、その際に打越と初めて出会い、彼とともに皆実の最期を見届ける。
打越豊（うちこし ゆたか）
演 - 吉沢悠 / 50年後 - 田山涼成
大空建研に勤務する広島東洋カープファンの会社員。フジミによれば天満の若い頃に似ており、彼女の予想通り、50年後である「桜の国・第二部」で旭と対面した際には、天満と同じくハゲている。
皆実に想いを寄せ親しい仲になる。広島市に住んでいた叔母が被爆死していることから、原爆に関する記憶に苦しむ皆実についても理解を示す。
皆実に求婚した直後に彼女が病に伏せ、見舞いに通い臨終に立ち会う。
古田幸子（ふるた さちこ）
演 - 桂亜沙美
大空建研での皆実の同僚。職場の向かいにある「フタバ洋装店」のショーケースにあったワンピースに憧れ、皆実に協力してもらい自作する。皆実が病臥に伏し死去する直前には、他の同僚たちと何度か見舞いに訪れる。
「桜の国・第二部」では、皆実の五十回忌を機に訪ねてきた旭と語り合う。映画・小説版では皆実と一緒に作り上げた思い出のワンピースを大切に保管し続け、当時の彼女との思い出を語る。
太田京花（おおた きょうか）
演 - 小池里奈
皆実の家の近所に住む小学生。「夕凪の街」では原作においての登場は無く、映画・小説版にのみ登場。太田家の家事をこなす。性格はおっとりしており、皆実に気に入られている。
平野天満（ひらの てんま）
平野姉弟の父。映画版で、旭が持っていた写真ではハゲている。映画・小説版では建築会社に勤務しており、横川町にあった職場で被爆し1945年8月7日に死去。骨すら見つからないまま8月6日に死亡として処理されている。享年41。
映画・小説版においては、「大空建研」の社長として登場する竹内氏とは同僚とされている。
平野霞（ひらの かすみ）
皆実の2歳上の姉。原作にのみ登場。被爆した翌日の8月7日に皆実・フジミと再会するが、2ヶ月ほどたった1945年10月11日に被爆の後遺症により15歳で死去。
平野翠（ひらの みどり）
皆実より1歳下の妹。原作においては被爆時の状況は記述されておらず、結局自宅に戻らないまま1945年8月6日に死亡として処理されている。映画・小説版では、被爆後に壊滅した広島市内で皆実と偶然再会し、皆実に背負われたまま息を引き取る。原作では12歳、映画・小説版では10歳で死去。

### 桜の国
石川七波（いしかわ ななみ）
演 - 田中麗奈 / 少女時代 - 小松愛梨
本作の第一部、第二部を通して主人公。夕凪の街の主人公である皆実の姪にあたる。原作では1976年生まれ。第一部では小学校5年生、第二部では28歳の会社員。
苗字のせいで、小学生時の同級生からは「ゴエモン」とあだ名される。野球好きで、広島東洋カープのファンであり、小学生時は少年野球チームにおいてショートを守る。男勝りな性格で、小学生時の将来の夢は東子のようなおとなしい子になることだったが、すぐに頓挫する。父・旭によれば、どことなく皆実に似ている。
祖母の死後、弟の通院先の近くに住むため、「桜並木の街」である東京都中野区松が丘から同田無市（現・西東京市）に転居する。
母・京花と祖母・フジミを失った場所であることなどから、東子を含めて「桜並木の街」のことを拒絶してきたが、東子と一緒に、広島を旅する旭を尾行する中で考えが変わり、「桜並木の街」と和解する。
石川凪生（いしかわ なぎお）
演 - 金井勇太（10歳：井之脇海）
七波より1～2歳下の弟（映画・小説版では27歳）。第一部では喘息で入院しているが、第二部では喘息は回復し研修医となっている。勤務先でのあだ名は姉と同じく「ゴエモン」。赴任した病院で東子と再会して恋仲となるが、彼女の両親から反対され東子に手紙で別れを告げる。しかし、事情を知った七波の後押しを受け、改めて東子と向き合う。
平野フジミ（ひらの フジミ）
原作第二部及び映画・小説版では回想シーンのみ登場。息子の旭の結婚と転勤に伴い「桜並木の街」へ転居する。夫と娘3人に先立たれ、自分だけが生き延びたことに罪悪感を抱いている。「夕凪の街」に在住時は、手伝いに訪れる京花を気に入っていたものの、息子が京花と結婚することについては、知り合いが原爆症で死ぬ姿を見たくないという理由で、当初は反対していた。1987年の春、孫・凪生の看護で通院する日々を送るなか発病し、同年の8月27日、80歳（映画・小説版では1990年9月27日、83歳）で病死。病床においては、孫の七波を、末娘の友達と混同していた。
石川旭（いしかわ あさひ）
演 - 堺正章
七波と凪生の父。第二部では会社を定年退職した後で、自分と子供たちの3人暮らし。石川姓なのは、被爆者と縁を断ちたいと願う実母・フジミの希望で伯母の石川夫婦に養子縁組されたことや、（小説版によれば）広島の大学へ進学する際に「石川の姓を名乗り続けてほしい」と養母でもある伯母に泣かれたためである。広島の大学への進学を機に、「夕凪の街」で実母と暮らす。そこで京花と出会い、彼女に勉強を教えたり元春に野球を教えたりする。十数年後、実母の許しを得たことと、東京への転勤を機に京花に求婚し結婚。実母と妻とともに「桜並木の街」に転居する。
退職後、携帯電話の料金が増えたり、何も告げずに突然どこかに行き数日間帰らなくなるが、実は何度も広島へ行き、実姉・皆実の生前について、彼女にゆかりのある人々に聞いて回っていた（一方で、合コンサークルにも参加している）。
娘に彼氏ができないことを嘆くとともに、早逝した皆実のかわりに幸せになってほしいと望んでいる。
石川京花（いしかわ きょうか）
演 - 粟田麗
七波と凪生の母。旧姓：太田。原作では第二部の回想シーンのみ姿を現す。フジミによれば「ちょっととろい子」。生まれて間もないころに被爆し、小学5年頃に父を亡くし、兄・元春と「夕凪の街」に暮らす。フジミを手伝うために時折平野家を訪れていたが、指先が器用で裁縫が得意であることから平野家の家業の洋服直しを手伝うようになる。兄の結婚を機に独立するため、洋品店に住み込みの御針子として就職する。
東京への転勤が決まった旭からの求婚を受け結婚し、「桜並木の街」に転居する。1983年、38歳の時に自宅で吐血し倒れ、同年死去。小説版においては、死後、水戸にある石川家の墓に弔われる。
利根東子（とね とうこ）
演 - 中越典子 / 少女時代 - 飯島夏美
第一部では石川家が住む「桜並木の街」の団地の向かいの戸建てに住む。七波とは同学年で親友であるものの、七波が転居してから17年間、会うことは無かった。七波によれば京花に似ており、おしとやかな性格でピアノが得意。小学生時は将来は母が通った私立女子校を卒業し、ピアニストになることを夢見ていたが、七波に連れられ入院中の凪生の面会に行ったことで考えが変わる。
第二部では看護師となり、研修医として赴任してきた凪生と交際を始めるが、凪生が幼少時に喘息だったことや被爆二世である理由で両親から反対される。凪生から別れを告げられた後、辞表を出し凪生に会いに行く途中で七波と偶然再会し、旭の乗った広島行きの高速バスに強引に七波を連れて乗る。
初めて訪れた広島で、平和資料館での衝撃的な展示の数々に気分を悪くするが、広島の街のや人々の過去を理解し、凪生の家系の被爆のことを受け入れる決意をする。

### 家系・相関図
| 平野天満 |        |        |        |          |          |          |          |          |          |                |                |                |                |                |                |          |          |          |          |          |          |          |          |          |          |  |  |                    |                    |                    |                    |                    |                    |
|          |        |        |        |          |          |          |          | 霞       |          |                |                |                |                |                |                |          |          |          |          |          |          |          |          |          |          |  |  |                    |                    |                    |                    |                    |                    |
|          |        |        |        |          |          |          |          |          |          |                |                |                |                |                |                |          |          |          |          |          |          |          |          |          |          |  |  |                    |                    |                    |                    |                    |                    |
|          |        |        |        |          |          |          |          | 皆実     |          |                |                |                |                |                |                |          |          |          |          |          |          |          |          |          |          |  |  |                    |                    |                    |                    |                    |                    |
|          |        |        |        |          |          |          |          |          |          |                |                |                |                |                |                |          |          |          |          |          |          |          |          |          |          |  |  |                    |                    |                    |                    |                    |                    |
|          |        |        |        |          |          |          |          | 翠       |          |                |                |                |                |                |                |          |          |          |          |          |          |          |          |          |          |  |  |                    |                    |                    |                    |                    |                    |
|          |        |        |        |          |          |          |          |          |          |                |                |                |                |                |                |          |          |          |          |          |          |          |          |          |          |  |  |                    |                    |                    |                    |                    |                    |
| フジミ   | フジミ | フジミ | フジミ | フジミ   | フジミ   |          |          |          |          | 旭（石川家へ） | 旭（石川家へ） | 旭（石川家へ） | 旭（石川家へ） | 旭（石川家へ） | 旭（石川家へ） |          |          |          |          |          |          |          |          |          |          |  |  |                    |                    |                    |                    |                    |                    |
| フジミ   | フジミ | フジミ | フジミ | フジミ   | フジミ   |          |          |          |          | 旭（石川家へ） | 旭（石川家へ） | 旭（石川家へ） | 旭（石川家へ） | 旭（石川家へ） | 旭（石川家へ） |          |          |          |          |          |          |          |          |          |          |  |  |                    |                    |                    |                    |                    |                    |
|          |        |        |        |          |          |          |          |          |          |                |                |                |                |                |                | 七波     |          |          |          |          |          |          |          |          |          |  |  |                    |                    |                    |                    |                    |                    |
|          |        |        |        |          |          |          |          |          |          |                |                |                |                |                |                |          |          |          |          |          |          |          |          |          |          |  |  |                    |                    |                    |                    |                    |                    |
|          |        |        |        |          |          |          |          |          |          |                |                |                |                |                |                | 凪生     | 凪生     | 凪生     | 凪生     | 凪生     | 凪生     |          |          |          |          |  |  | （小学校の同級生） | （小学校の同級生） | （小学校の同級生） | （小学校の同級生） | （小学校の同級生） | （小学校の同級生） |
|          |        |        |        |          |          |          |          |          |          |                |                |                |                |                |                | 凪生     | 凪生     | 凪生     | 凪生     | 凪生     | 凪生     |          |          |          |          |  |  | （小学校の同級生） | （小学校の同級生） | （小学校の同級生） | （小学校の同級生） | （小学校の同級生） | （小学校の同級生） |
|          |        |        |        | 太田元春 | 太田元春 | 太田元春 | 太田元春 | 太田元春 | 太田元春 |                |                |                |                |                |                |          |          |          |          | （恋仲） | （恋仲） | （恋仲） | （恋仲） | （恋仲） | （恋仲） |  |  |                    |                    |                    |                    |                    |                    |
|          |        |        |        | 太田元春 | 太田元春 | 太田元春 | 太田元春 | 太田元春 | 太田元春 |                |                |                |                |                |                |          |          |          |          | （恋仲） | （恋仲） | （恋仲） | （恋仲） | （恋仲） | （恋仲） |  |  |                    |                    |                    |                    |                    |                    |
|          |        |        |        |          |          |          |          |          |          | 京花           | 京花           | 京花           | 京花           | 京花           | 京花           | 利根東子 | 利根東子 | 利根東子 | 利根東子 | 利根東子 | 利根東子 |          |          |          |          |  |  |                    |                    |                    |                    |                    |                    |
|          |        |        |        |          |          |          |          |          |          | 京花           | 京花           | 京花           | 京花           | 京花           | 京花           | 利根東子 | 利根東子 | 利根東子 | 利根東子 | 利根東子 | 利根東子 |          |          |          |          |  |  |                    |                    |                    |                    |                    |                    |

### 登場人物名の由来
登場人物の名前の一部は広島市の町名より取られている。
- 平野 - 広島市中区平野町
- 平野天満 - 広島市西区天満町（天満川もある）
- 平野フジミ - 広島市中区富士見町
- 平野霞 - 広島市南区霞
- 平野皆実 - 広島市南区皆実町
- 平野翠 - 広島市南区翠
- 打越 - 広島市西区打越町
- 古田 - 広島市西区古田地区。古江・山田の2地区の総称。現在は行政上正式な地名ではないが、地元住民には今もこの地名を使う人が多く、小学校や公民館、新興住宅地（古田台）等の名前にも使われている。
- 石川（旧姓平野）旭 - 広島市南区旭
- 太田 - 太田川
- 石川（旧姓太田）京花 - 京橋川。京子では東子と混同するので京花とした[20]。
- 太田元春 - 元安川。安芸の毛利家の武将に吉川元春がいる。

## 物語の舞台
劇中には幾つかの実在の建物や駅名、公園などが実名で登場している。架空の名称が使われているものもある。また単行本の末尾には解説として、物語の舞台や登場する事物に関する注釈、および広島市中心部の地図が掲載されており、物語の舞台について解説されている。
夕凪の街
- 広島県産業奨励館跡（現・原爆ドーム） - 『夕凪の街』はこの建物の保存が決定する前の時代を描いているが、敢えて象徴的な意味合いで登場させたとしている。
- 旧「相生通り」（原爆スラム。執筆当時の相生通りとは異なる） - 「夕凪の街」の由来。
- 平和大橋
- 西平和大橋（およびその前身である新大橋）
- の乃野屋・大空建研（雑居ビル）
- フタバ洋装店（『桜の国』では「洋服のフタバ」）

桜の国
- 野方配水塔（通称「水の塔」）・水の塔公園 - シルエットの似た原爆ドームを連想させるような描写がされている。
- 中野通り・片山橋（陸橋） - 「桜の国」の由来。
- 東京都中野区松ヶ丘 - 七波・凪生・東子たちが幼少期を過ごした街。
- 西武新宿線・新井薬師前駅・田無駅（劇中では「……無駅」までしか判読できない形で案内板が登場）
- 西東京総合病院（田無駅北口にある佐々総合病院がモデル）
- 東京駅八重洲中央口
- ニューブリーズ号 - 東京八重洲南口・広島駅新幹線口をむすぶ、高速夜行バス。
- 広島駅
- 広島平和記念公園、広島平和記念資料館（劇中では「平和資料館」）
- 相生橋
- 広島バスセンター
- 広島電鉄（原作では900形、700形、800形もしくは連接車・映画版は650形および高速バス）

## 劇中歌
夕凪の街
- お富さん（1954年：春日八郎）
- 月がとっても青いから（1955年：菅原都々子）
- 赤とんぼ（1921年：童謡）（映画・小説版のみ）

桜の国
- Diamonds（1989年：プリンセス プリンセス）（映画・小説版のみ）

## その他
- 「夕凪」とは、海岸地方において夕方に起こる凪。特に瀬戸内広島県や岡山県は、夕方になると風がぴたりと止まり、非常に蒸し暑くなる「瀬戸の夕凪」として知られる[45][46][47]。映画の劇中にも打越豊（吉沢悠）が夕凪の説明をするシーンがある。『夕凪の街』のラストシーンは、死の床にある皆実が、夕凪が終わって風が出てきたことを感じる場面で幕を下ろす[注釈 2]。
- 劇中で皆実が勤務する「大空建研」という会社の社名は、作者であるこうのの父親が経営していた実在の会社がモチーフ[27]。こうの自身がインタビューで語ったところによれば、実在の会社は「おおぞら建研」という社名で[27]、広島市西区庚午に実在し[27]、1階が事務所で、2階、3階には作者のこうのの実家がある[27]。ただし劇中に登場する「大空建研」は、単行本巻末の地図によれば広島市中区舟入に所在する設定になっており[48]、モチーフとなった会社がそのまま登場しているわけではない。なお劇中で「大空建研」が所在する雑居ビルの下に看板を出している「の乃野屋」は、作者の同人サークル名。「の乃野屋・おおぞら建研」の看板のあるビルは、同作者の他の作品にも登場している。
- 後に4コマ「みなみさんの休日」シリーズでこの作品のセルフ・パロディを発表している。南国の離島育ちの「浦島みなみ」とそのいとこである平野家の「霞・翠・旭」の三兄弟の珍騒動を描いている。
- 単行本のカバーの下の表紙裏表紙は「夕凪の街」のみを同人誌として発行したときのもの。桜は描かれていない。

## 小説
こうの史代と蒔田陽平の共著によりノベライズされ、双葉社ジュニア文庫より2017年7月25日に刊行された。

### 書誌情報（小説）
- ノベライズ 夕凪の街 桜の国（著：こうの史代/蒔田陽平、2017年7月22日、双葉社ジュニア文庫、ISBN 978-4-575-24046-7）

## ラジオドラマ
2006年8月5日、NHK FMラジオ放送「FMシアター」にて放送。脚色：原田裕文、音楽：長生淳、演出：真銅健嗣。

### キャスト（ラジオドラマ）
- 石川旭：夏八木勲
- 石川七波：鈴木佳由
- 石川凪生：大和田悠太
- 利根東子：矢沢心
- 平野皆実：斉藤とも子
- 打越豊：阿南健治
- 太田京花：三村ゆうな
- 旭の母[注釈 15]：小林トシ江
- 茶花健太
- 伊藤ゆきえ
- 大林佳奈子
- 木崎優一

### 受賞
- 2006年度文化庁芸術祭ラジオドラマ部門優秀賞

## 一人芝居
2006年8月6日夕方に、島根県津和野町在住の当時17歳の女子高生が、広島市中区の本川左岸「基町ポップラ通り」にて「夕凪の街」を一人芝居で演じた。

## プラネタリウム
2010年4月24日（土）から9月5日（日）まで、広島市こども文化科学館（広島市中区）にてプラネタリウム作品として投影された。同館の開館30周年記念番組。
同館作品としては唯一原爆をあつかったものとなり、原作の絵130枚を使い「桜の国」をメインに「夕凪の街」を回想シーン的につなげる形で構成された。プラネタリウム作品ではあるが星空紹介は旭が幼い京花に星座を教えるシーンの５分のみという異例の構成。全体は約50分間。企画は、広島電鉄の研究でも著名な同館の加藤一孝館長（企画時、投影時は定年退職後）。原作のこうの史代が監修をしている。主人公の七波の声優は高野志穂が、旭は柴田光彦、皆実は若井なおみがつとめた。
なお、広島市こども文化科学館は、「夕凪の街」の舞台となった原爆スラムのあった土地に隣接している。

## 映画
佐々部清監督、田中麗奈主演により映画化され、2007年7月28日に公開。広島県内では7月21日から先行公開された。
制作に関わっていた讀賣テレビ放送では、公開間もない2007年8月に深夜枠で放送されている。

### スタッフ（映画）
- 監督：佐々部清
- 原作：こうの史代
- 脚本：佐々部清、国井桂
- 製作：松下順一
- プロデューサー：臼井正明、米山紳
- 企画プロデュース：加藤東司
- 音楽：村松崇継
- ハープ演奏：内田奈織
- 美術：若松孝市
- 編集：青山昌文
- 録音：高野泰雄
- 撮影：坂江正明
- 照明：渡辺三雄
- 題字：赤松陽構造
- 製作：「夕凪の街 桜の国」製作委員会（アートポート、SEGA、住友商事、ytv、東北新社、TOKYO FM、双葉社、東急レクリエーション、大阪読売、ビッグショット、シネムーブ、HTV、KRY、FBS）
- 配給・宣伝：アートポート

### 製作
本作が公開された2007年は、同じ1950年代後半を舞台とした『ALWAYS 続・三丁目の夕日』が公開された年で、佐々部清監督は「敗戦後、高度経済成長の中で発展していく日本の姿ばかりを見ようとし、同時期に、いまだにバラックに住まわなくてはならない人がいたこと、差別を受け続けた人がいたことを見ようとしない世の中に対する批判を込めた」と述べている。七波を演じた田中麗奈は出演を熱望、田中は「原爆や戦争は、すでに完結したものとして捉えていたが、この役に出会い、（原爆や戦争の）苦しみはまだ続いていると思った。この映画を見て、日本中が痛みを分かち合えれば」と、皆実を演じた麻生は「この役に出会えて、生きていて良かったと思った。今までは原爆や戦争について知ろうとしていなかったが、この役を演じて、これからは私たちが伝える番だと感じた」と述べている。
「夕凪の街」パートでは原作とは異なり、冒頭にも1958年とテロップが出る。カープファンの打越豊（吉沢悠）が、1958年7月29日に広島で初めて開催されたオールスター・ゲームを観に行った、と話したり、打越と皆実の弟が水切りをしながらカープのエース・長谷川良平のサイドスローのピッチングフォームを真似ながら巨人の新人・長嶋茂雄の対決を仮想するシーンなどがある。また皆実と母が入る銭湯の脱衣所に1958年8月27日封切の『若君千両傘』と、8月27日封切の『国定忠治』のポスターが掛かる。劇場は廣島サロンシネマと書かれているが、同館はまだない。エンドクレジットでロケーション協力としてサロンシネマが表記されるため、実際にサロンシネマが保管していたポスターかも知れない。後半昭和47年（1972年）冬設定のフタバ洋装店の隣の壁に再び廣島サロンシネマ「絶賛上映中」として『宮本武蔵 一乗寺の決斗』と『旗本退屈男 謎の竜神岬』が、「次週上映」として『この首一万石』と『馬上の若武者』のポスターが掛かる。

### 撮影&ロケ地
2006年7月28日、栃木県芳賀郡市貝町でクランクイン。石川旭の疎開先でそのまま高校卒業まで住む茨城県水戸市設定の家。
1958年の広島原爆スラム辺りは埼玉県川口市SKIPシティで撮影が行われた。
以降のロケ地は全て「桜の国」パート。
- 東京都
  - 国分寺市西武国分寺線恋ヶ窪駅（石川邸設定の最寄り駅、原作の田無駅から変更）。
  - 中央区八重洲バスターミナル東京八重洲。
    - ニューブリーズ号。夜行バス内で石川七波（田中麗奈）が小学生時を回想するシーン。少年野球の練習帰りに利根東子（中越典子）に会うのは練馬区南田中の石神井川に掛かる平成みあい橋付近。映画での「桜並木の街」は中野区から練馬南田中近辺に変更されている。ラスト近くに東京に戻った七波と東子が平成みあい橋を歩き、七波が都営南田中アパートを指さして「あれ私たちの住んでた部屋」という場面があり、実際にアパートの部屋ベランダも撮影に使われているが、撮影は2006年夏とされるため、桜満開のシーンは他も含めてVFXと見られる。
- 広島県広島市（広島ロケは2006年8月）[67]。
  - 東区広島駅北口。
  - 広島電鉄宇品線が本通停留場付近を通過後、鯉城通りと平和大通りが交差する辺りで七波と東子が車内で会話するシーンがあり、中区役所辺りまで車内が映る。
  - 安芸郡府中町鶴江[67]。七波と東子が東区矢賀の広島車両所内の煉瓦造り車両修理所前から府中大川を挟んで父が訪ねた川沿いの住宅を見る。
  - 安佐北区落合。高陽中央病院付近の旧家[67]。
  - 寺町圓龍寺。広島安芸門徒の代表的なお盆風景であるカラフルな盆燈籠が墓所を埋め尽くす[67]。
  - 相生橋
  - 太田川基町護岸空鞘橋北側の基町POP'La通り（現在のエディオンピースウイング広島西側）。石川旭（堺正章）が打越豊（田山涼成）に再会するシーン[67]。
  - 広島平和記念公園、広島平和記念資料館[67]。
  - HOTELオリエンタル（平和公園で具合を悪くした東子が七波と二人で入るラブホ）。
  - 広電西広島[67] （本編では使われない）。
  - オーラスは西武新宿線本川越駅行き車内での七波と父・旭との会話。南田中の最寄駅は西武池袋線練馬高野台駅のため、国分寺市設定の自宅に帰るルートとしては少しおかしいかも知れない。

### 備考
- 病状が悪化した皆実と弟・石川旭（伊崎充則）が河川敷で幼少期の思い出を語り合う場面で、古い家族写真の翠を見て皆実が「ウチと翠、千田町の小町姉妹ゆうて有名じゃったんじゃから」と話す場面があり、原爆投下前の平野家は千田町にあったと考えられる。
- 桜の国パートで夕食中の石川家のテレビに、2006年7月26日に東京ドームで行われた広島―巨人戦の5回裏にカープの投手・青木勇人が阿部慎之助と対戦する場面が映る（センター前タイムリーヒット）。
- 反戦・反核的な描写台詞は主に「夕凪の街」パートで使われ、銭湯に入る裸の女性の多くにケロイドがある描写はかなりショッキング。これを皆実が「この街の人はみんな不自然だ。誰もあのことを言わない。未だに訳が分からないのだ」と言う。皆実が亡くなる直前に「原爆は落ちたんじゃなく、落とされたんよ」「嬉しい? 13年も経ったけど、原爆を落とした人は、私を見て『やったー！また一人殺せた』って、ちゃんと思うてくれとる」という台詞もある。この辺りの台詞が海外版でちゃんと訳されているのか気になるところ。原爆スラムに住む小学生太田京花（小池里奈）の帰りが遅く、旭が「遅くまで遊んでたらダメだよ」と言うと、京花が「遊んでたんと違う、居残り（勉強）じゃ。竹でいっぱいぶたれたけん、背が大分伸びてしもうた」と頭にコブを作るシーンがある（今日では体罰とされる）。「仕方ないんじゃ、ウチが勉強できんけえ…ウチねえ、赤ちゃんときに、ピカの毒に当たったんよ。ほいで足りないことになってしもうたんと」「誰が…言ったの?」「みんなゆうてんじゃ」「先生もか?」「うん」「何でもすぐ原爆のせいだと決めつけるのはおかしいな」と旭が問題提起する。

### 受賞
- 第32回報知映画賞主演女優賞（麻生久美子）
- 第81回キネマ旬報ベスト・テン第9位[68]
- 第62回毎日映画コンクール女優主演賞（麻生久美子）
- 第50回ブルーリボン賞 主演女優賞（麻生久美子）
- 第17回日本映画批評家大賞作品賞、審査員特別賞（堺正章）[69]
- 第12回日本インターネット映画大賞主演女優賞（麻生久美子）

### 関連商品
ノベライズ
- 小説 夕凪の街 桜の国（著：国井桂、2007年7月20日発行、双葉社、ISBN 978-4-575-23582-1）

サウンドトラック
- 映画版サウンド・トラックCD（2007年7月11日発売）TECD-28545

DVD
- 映画版DVD（2008年3月28日発売） TBD-1149（オリジナル版）
- 映画版DVD（2012年6月29日発売） TBDL-1149（再リリース版）

## 舞台
ストレイドッグプロモーションにより舞台化され、“STRAYDOG”Produce公演『夕凪の街 桜の国』と題して森岡利行の脚本・演出により2017年8月から9月にかけて上演された。以後も繰り返しストレイドッグプロモーションにより上演されている。ストレイドッグ版の出演者は一部ダブルキャストとなっていた。
森岡利行による脚本・演出としては、ストレイドッグに限らず、ONE VOW FILMS JAPANによるプロデュース版の公演も行われている。

### キャスト（ストレイドッグ版）
| | | |
| 2017年版・AB共通 - 森岡朋奈 - 葉月 - 寺田安裕香 - 藤井凜華 - 小泉茜 - 中島舞香 - 森岡里世 - 高付明日香 - 布施紀行 - 三嶋健太 - 谷遼 - 外村海 - 黒澤一郎 - 城咲仁 | 2017年版・Aチーム - 大塚びる - 蒼川愛 - 奏羽茜 - 石田政博 - 松尾彩加 - 大迫可菜実 - 小林美沙紀 - 咲良美都子 - 那波隆史 - 中原和宏 | 2017年版・Bチーム - 水越嗣美 - 山田奈保 - 富樫未来 - 赤羽一馬 - 亀田彩香 - 竹内まゆ - 掛橋七海 - 折目真衣 - 福西可光 - 柴田明良 - 重松隆志 |

| | | |
| 2019年版・AB共通 - 森岡朋奈 - 瀬名葉月 - 下塚恭平 - 市島琳香 - 桜田初姫 - 田嶋高志 - 布宮翔 - 星野太希 - 岡川響 - 福地亜紗美 - 吉川美樹 - 関美恵子 - 來宮そら - 鈴木安香音 | 2019年版・Aチーム - お宮の松 - 大迫可菜実 - 亀田彩香 - 平川慎之介 - くれみわ - 木下朝実 - 小田龍哉 - 桃花 - 中原和宏 | 2019年版・Bチーム - 重松隆志 - 安川結花 - 山田奈保 - 神崎晴香 - 聖あきの - 鈴木大輝 - 和田瞳 - 大山剛 - 佐藤仁 |

| | | |
| 2021年版・AB共通 - 北原里英 - 國森桜 - 八木将康 - 仲谷明香 - 坂下陽春 - KANO - 嶋﨑百萌香 - 山本章博 - 中原和宏 - 大地洋輔 - 小森健人 - 積田龍也 | 2021年版・Aチーム - 橋本愛奈 - 水川華奈 - 藤田悠未 - 松葉朋実 - 酒井優衣 - 藤田悠未 - 梅山涼 - 森脇里奈 - 細川良夢 - 岡本夏穂 - 岡野圭吾 - 安部康裕 - 辻野花 | 2021年版・Bチーム - 鈴木あゆみ - 青山泰菜 - 姥山莉音 - 大迫可菜実 - 佐々木みう - 廿日出奏歩 - 竹道星来 - 一ノ瀬翔太 - 高橋改 - 吉岡桃奈 - 三宅真由 |

2023年版
|                                                        |                                                    |                                                      |                                                      |                                                        |              |
| - 西脇彩華 - 本間日陽 - 森田涼花 - 松田幸起 - 中原和宏 | - モト冬樹 - 林勇輝 - 相馬理 - 白石彩妃 - 水谷彩咲 | - 山田奈保 - 町本絵里 - 西家貴絵 - 倉河奈央 - 朝倉蒼 | - 山本龍兵 - 神村亮 - 大田樹里 - 佐藤亜柚 - 加藤彩音 | - 山本唯奈 - 長門佑実 - 鳴島唯莉 - 七海玲菜 - 牧野菜穂 | - 日野ゆかり |

| | | | |
| 2025年版・AB共通 - 西脇彩華 - 國森桜 - 勇翔 - 馬越琢己 - 池田裕楽 - 諸塚香奈実 - 中原和宏 - 肥後克広 | 2025年版・Aチーム - 下前祐貴 - 森岡里世 - 後藤夕貴 - 敦賀しま - 竹内まゆ - 浅蔵るか - 水野ちえり - 神村亮 - 朝倉蒼 - 今川健吾 - 吉永毬乃 - 貴田由佳子 - 高橋琴音 - 下村祐加 - 石上太郎 - 石上愛子 - 今野優夢理 - 吉田優里 - 宮城碧海 - 妃奏 | 2025年版・Bチーム - 長谷川幹 - 赤松美空 - 伴優香 - 西家貴絵 - 長城祝華 - 一萬田心都 - 吉田あかり - 萩原涼 - 織田ももこ - 才納める - 曽根僚平 - 笠原実歌 - 石嶺杏菜 - 役場萌香 - 平塚偉月 - 小高裕紀子 - 美喜あい圭 - 森美結 - 佐源太惟乃哩 - 小高瑠珠子 | 2025年版・広島公演のみ - 知美 - 初音えま - 萩原ふみか - 和田優乃愛 - 片山絹佳 - 岡田恵奈 - 井上月愛 - 山崎栞蓮 - 安永真奈美 - 福井花菜 - おおためい - 橋根夕奈 - 平本良子 - 三坂春陽 - 黒瀬朱音 - 山崎純礼 - 原本夏来 |

### キャスト（ONE VOW FILMS JAPAN版）
2025年版
| | | |                                                                              |
| - 今西あやな - 那波隆史 - 瀬戸みちる - 河口玄 - 西浦ひの - 高瀬丈一郎 - 中原和宏 - 柏木花音 - 浅枝由紀 - 小田珠希 | - 西條由夏 - 田中翔貴 - 原田優菜 - 仁田峠茉里 - 金しょうたつ - 武田皓嗣 - 尾崎陽子 - 竹井りえ - 知美 - 三坂春陽 | - 黒瀬朱音 - 萩原ふみか - 和田優乃愛 - 片山絹佳 - 初音えま - 岡田恵奈 - 井上月愛 - 山崎栞蓮 - 安永真奈美 - 福井花菜 | - おおためい - 橋根夕奈 - 平本良子 - 山崎純礼 - 原本夏来 - 大川由枝 - いろは |

### スタッフ（舞台）
- 原作 - こうの史代「夕凪の街 桜の国」（双葉社）
- 脚本・演出 - 森岡利行

### 上演日程
ストレイドッグプロモーション版
- 2017年8月19日 - 20日、HEP HALL（大阪）
- 2017年8月30日 - 9月3日、シアターグリーン BIG TREE THEATER（東京）
- 2019年8月7日 - 11日、シアターグリーン BOX in BOX THEATER（東京）
- 2021年8月4日 - 8日、CBGKシブゲキ!!（東京）
- 2021年8月14日 - 15日、近鉄アート館（大阪）
- 2023年8月19日、広島県民文化センター 多目的ホール（広島）
- 2023年9月1日 - 3日、新国立劇場 小劇場（東京）
- 2025年7月17日 - 21日 - シアターグリーン　BIG TREE THEATER（東京）
- 2025年8月2日 - 3日 - 広島県民文化センター ホール（広島）

ONE VOW FILMS JAPAN版
- 2025年8月3日、広島県民文化センター 多目的ホール（広島）[76]

## テレビドラマ
NHK広島開局90年ドラマ『夕凪の街 桜の国2018』と題してNHK広島放送局制作の地域発ドラマとして製作され、NHK総合テレビで「特集ドラマ」として2018年8月6日の19時30分から20時43分に放送された。10月14日午前01時05分から02時18分に再放送された。
『夕凪の街』編の舞台設定はそのままに、『桜の国（二）』の舞台を2004年から2018年に置き換え、登場人物も14歳ずつ加齢している。旭を追う七波と広島へ同行する役は凪生と東子の娘の風子に代わり、『桜の国（一）』がカットされたため、東子は本作には登場しない。昭和パートの撮影は大分県豊後高田市で行われた。

### キャスト（テレビドラマ）

#### 平成
- 石川七波 - 常盤貴子
- 石川旭 - 橋爪功
- 石川風子 - 平祐奈
- 石川凪生 - 柏原収史
- 大門雄二 - 谷原章介
- 古田幸子 ‐ 岩本多代
- 打越アキラ - 佐川満男

#### 昭和
- 平野皆実 - 川栄李奈
- 平野フジミ - キムラ緑子
- 古田幸子 ‐ 村崎真彩
- 打越アキラ - 工藤阿須加
- 太田京花 - 小芝風花（幼少期；根本真陽[88]）
- 石川旭 - 浅利陽介

### スタッフ（テレビドラマ）
- 原作 - こうの史代『夕凪の街 桜の国』
- 脚本 - 森下直
- 演出 - 熊野律時
- 音楽 - 小林洋平
- 広島ことば指導 - 原尚子
- 時代考証 - 天野隆子
- ロケ協力 - 広島市、豊後高田市、大阪市大正区、広島フィルムコミッション、豊後高田市フィルムコミッション、中津市ロケツーリズム推進協議会、滋賀ロケーションオフィス、大阪フィルムカウンシル
- 制作統括 - 田中意澄
- プロデューサー - 小池明久
- 制作・著作 - NHK広島放送局

### 関連番組
- 川栄李奈がたどるヒロシマ「夕凪の街 桜の国 2018」の現場から（2018年8月4日 15:50 - 16:15、NHK総合）[89]
出演 - 川栄李奈

## 書誌情報
- 同人誌 『夕凪の街』（2003年11月16日発行）　※自費出版本
- 単行本（初版 2004年10月20日発行） ISBN 4-575-29744-5
  - 夕凪の街 WEEKLY漫画アクション 2003年（平成15年）9月30日号初出
  - 桜の国（一） 漫画アクション 2004年8月6日号初出
  - 桜の国（二） 単行本にて書き下ろし
- 単行本文庫版（初版 2008年4月20日発行） ISBN 978-4-575-71343-5
- 新装版（2022年4月20日発売[90]） ISBN 978-4-86720-369-9
  - 「夕凪と桜の日々」「広島紀行」「Y先生の事」「風の中の夢」の4編を新たに収録[90]